# Eois zorra
Eois zorra là một loài bướm đêm trong họ Geometridae.